# Bernhard Kiekenap
Bernhard Kiekenap (* 19. November 1930 in Schapen; † 29. Dezember 2020 ebenda) war ein deutscher Ingenieur und Historiker, der sich der Erforschung der Geschichte der Stadt Braunschweig und des Landes Braunschweig im 19. und 20. Jahrhundert widmete.

## Leben
Kiekenap besuchte das Gymnasium Raabeschule in Braunschweig, an dem er 1949 das Abitur ablegte. Anschließend arbeitete er als freier Mitarbeiter bei der Braunschweiger Zeitung und als Bauarbeiter bei der Trümmerräumung in der stark zerstörten Stadt. Im November 1949 begann Kiekenap ein Bauingenieurstudium an der Technischen Hochschule Braunschweig. 1953 schloss er das Studium erfolgreich ab und arbeitete in der Folge in der Bauindustrie. Ab 1961 war er Geschäftsführer eines großen Bauunternehmens in Hannover. 1968 promovierte er an der Universität Hannover, wurde zum Honorarprofessor an der Universität ernannt und erhielt einen Lehrauftrag für Verfahrenstechnik.
Kiekenap war von 1970 bis 1976 Präsident des Bauindustrieverbandes Niedersachsen-Bremen und wurde zu dessen Ehrenpräsident ernannt. Anschließend war er von 1976 bis 1994 Vorsitzender des Vereins zur Berufsförderung der Bauindustrie in Niedersachsen.
Nach seiner Pensionierung 1994 intensivierte der Autodidakt seine Forschungen zur neueren braunschweigischen Geschichte und veröffentlichte mehrere Werke zu Themen aus dem 19. und 20. Jahrhundert. Im selben Jahr wurde Kiekenap die Ehrendoktorwürde der Technischen Universität Braunschweig verliehen.
Bernhard Kiekenap war ab 1953 verheiratet, hatte drei Kinder und lebte in Schapen. Er starb Ende 2020, wenige Wochen nach seinem 90. Geburtstag.

## Schriften
- Die Familie von Veltheim und der Braunschweiger Aufstand im September 1830, Appelhans Verlag, Braunschweig 1998, ISBN 978-3-930292-14-1.
- Schapen – Geschichte eines braunschweigischen Dorfes, Limbach, Braunschweig 1990, ISBN 3-87485-636-4.
- Karl und Wilhelm. Die Söhne des Schwarzen Herzogs.

Band I, Appelhans Verlag, Braunschweig 2000, ISBN 3-930292-39-4.
Band II: Literaturübersicht, Quellen und Anmerkungen. Appelhans Verlag, Braunschweig 2000, ISBN 3-930292-40-8.
Band III: Braunschweig nach 1848, Herzog Wilhelm und die Regenten. Appelhans Verlag, Braunschweig 2004, ISBN 3-937664-07-6.
- Spuren des Löwen: Geschichte und Tradition in Braunschweig und Blankenburg, Appelhans Verlag, Braunschweig 2002, ISBN 978-3930292653.
- SS-Junkerschule. SA und SS in Braunschweig. Appelhans, Braunschweig 2008, ISBN 978-3-937664-94-1.
- Der Stellvertreter aus Krähenwinkel. Biografische Notizen über Kurt Schmalz (1906–1964), Appelhans Verlag, Braunschweig 2012, ISBN 978-3-941737-74-7.
- Hitlers und Himmlers Henker. Der SS-General aus Braunschweig. Biografische Notizen über Friedrich Jeckeln (1895–1946), Appelhans Verlag, Braunschweig 2013, ISBN 978-3-941737-91-4.